# Kristen Bjørnkjær
Kristen Bjørnkjær (født 28. november 1943 i Hasselholt ved Vinderup) er journalist og forfatter.
Han voksede op i landsbyen Fløjstrup syd for Aarhus som søn af en gårdejer, et univers, der spillede en rolle i hans tidlige digte, blandt andet "Min landbrugsleksikale barndom", der er poesi formet som et leksikon. Han kom på Aarhus Katedralskole, hvorfra han blev samfundssproglig student i 1963. Allerede her skrev han digte, som blev optaget i forskellige tidsskrifter, og som var inspireret af tegneserier, sport og popkultur. 
I 1965 debuterede han med digtsamlingen "Ny dansk politik", en titel, der vidner om en ny og anderledes tilgang end den traditionelle lyrik. Det førte til, at han blev medlem af redaktionen af tidsskriftet ta', hvor han kom i kunstnerisk selskab med Hans-Jørgen Nielsen, Jørgen Leth, Vagn Lundbye, Erik Thygesen, Henning Christiansen og Per Kirkeby, den tids avantgarde. 
Sideløbende blev han uddannet som journalist på den socialdemokratiske avis i Aarhus, Demokraten. Herfra kom han til Jyllands-Posten og siden til Aktuelt i København, hvorefter han stoppede for at blive fuldtidsforfatter, men samtidig bevarede forbindelsen til avisverdenen som tv- og lyrikanmelder på Politiken.
Han skrev flere digtsamlinger og fik i 1976 med "Kærestesorg" om et følelsesmæssigt kaos et gennembrud til et større publikum. Den udkom i 17 oplag og cirka 50.000 eksemplarer. Han skrev desuden manuskripter til tv, radio, film, teatre, revy- og kabaretscener samt bøger af mere journalistisk karakter, herunder to rejsebøger "Tokyo Boheme" efter et ophold i Japan og "Øst for Suez" om en rejse med et af rederiet Mærsks skibe.
Bjørnkjær har desuden skrevet et antal danske sangtekster. I 1983 var han ophavsmand til hovedparten af teksterne på musikalbummet Spring Ud med musikeren Klaus Kjellerup, herunder teksten til sangen, "Hvis du forlader mig", som er en let bearbejdning af et af de centrale digte fra Kærestesorg-samlingen. 
I 1993 blev han ansat på Dagbladet Information, hvor han arbejdede indtil 2013 som blandt andet kulturredaktør, kronik- og debatreaktør, lederskribent og stedfortrædende chefredaktør.

## Hædersbevisninger
- Flere arbejdslegater og engangsydelse fra Statens Kunstfond første gang 1968
- 1972 Carl Møllers Legat
- 1973 Statens Kunstfond. 3-årigt stipendium
- 1976 Holger Drachmann-legatet
- 1987 Forfatterne Harald Kiddes og Astrid Ehrencron-Kiddes Legat
- 1988 Det anckerske Legat

## Eksterne links
- Kristen Bjørnkjær Arkiveret 14. december 2007 hos  Wayback Machine på Bibliografi.dk
- Biografi Arkiveret 3. november 2007 hos  Wayback Machine på Litteratursiden.dk
- Kristen Bjørnkjær på discogs